# Cefalà Diana
Cefalà Diana es una localidad italiana de la provincia de  Palermo, región de Sicilia, con 1.028 habitantes.

## Evolución demográfica
| Gráfica de evolución demográfica de Cefalà Diana entre 1861 y 2001 |
|                                                                    |
| Fuente ISTAT - Elaboración gráfica por parte de Wikipedia          |